# Tipula gelida
Tipula gelida är en tvåvingeart som beskrevs av Daniel William Coquillett 1900. Tipula gelida ingår i släktet Tipula och familjen storharkrankar. Inga underarter finns listade i Catalogue of Life.